# Tomten har åkt hem
Tomten har åkt hem är ett julalbum med BAO, utgivet 19 november 2012. "Julvals" och "Trettondagspolkan" finns också på albumet BAO! från 2004.

## Låtlista
| 1.  | Marsch militaire                           |                                           | Franz Schubert, Arr.              |                                             | 3:37 |
| 2.  | Tomten har åkt hem                         | Björn Ulvaeus                             | Benny Andersson                   | Helen Sjöholm, Tommy Körberg                | 3:20 |
| 3.  | Julvals                                    |                                           | Benny Andersson                   |                                             | 3:24 |
| 4.  | Tomtestomp                                 |                                           |                                   |                                             | 3:28 |
| 5.  | Knalle Juls vals                           | Evert Taube                               |                                   | Tommy Körberg, Helen Sjöholm                | 3:31 |
| 6.  | Tomtarnas vaktparad                        |                                           | Kurt Noack, Arr.                  |                                             | 4:35 |
| 7.  | Vinterhamn                                 | Björn Ulvaeus                             | Benny Andersson                   | Helen Sjöholm                               | 3:49 |
| 8.  | Mössens julafton (när nätterna blir långa) | Alf Prøysen, översättning Ulf Peder Olrog | Alf Prøysen, Arr.                 | Helen Sjöholm, Tommy Körberg, Kalle Moraeus | 2:46 |
| 9.  | Trettondagspolkan                          |                                           | Benny Andersson                   |                                             | 3:09 |
| 10. | Julpotpurri                                |                                           |                                   |                                             | 3:39 |
| 11. | Nu tändas tusen juleljus                   | Emmy Köhler                               | Emmy Köhler, arr. Benny Andersson | Helen Sjöholm                               | 2:28 |

## Listplaceringar
| Lista (2012-2013) | Topplacering |
| ----------------- | ------------ |
| Sverige           | 4            |

### Fotnoter
1. ↑  ”Tomten har åkt hem”. Hitparad. http://hitparad.se/showitem.asp?interpret=Benny+Anderssons+Orkester&titel=Tomten+har+%E5kt+hem&cat=a. Läst 28 december 2012.